# Adityapatna
Adityapatna è una suddivisione dell'India, classificata come census town, di 4.236 abitanti, situata nel distretto di Tumkur, nello stato federato del Karnataka. In base al numero di abitanti la città rientra nella classe VI (meno di 5.000 persone).

## Geografia fisica
La città è situata a 13° 16' 04 N e 76° 43' 17 E.

## Società

### Evoluzione demografica
Al censimento del 2001 la popolazione di Adityapatna assommava a 4.236 persone, delle quali 2.179 maschi e 2.057 femmine. I bambini di età inferiore o uguale ai sei anni assommavano a 291, dei quali 139 maschi e 152 femmine. Infine, coloro che erano in grado di saper almeno leggere e scrivere erano 3.494, dei quali 1.891 maschi e 1.603 femmine.